# Gmina Aabenraa (1970–2006)
Gmina Aabenraa (duń. Aabenraa Kommune) – istniejąca w latach 1970–2006 gmina w Danii w okręgu południowej Jutlandii (Sønderjyllands Amt). Siedzibą władz gminy było miasto Aabenraa. Gmina Aabenraa została utworzona 1 kwietnia 1970 na mocy reformy podziału administracyjnego Danii. Po kolejnej reformie administracyjnej w roku 2007 weszła w skład nowej gminy Aabenraa.

## Dane liczbowe
- Liczba ludności: (♀ 10 776 + ♂ 11 356) = 22 132
  - wiek 0–6: 7,7%
  - wiek 7–16: 12,2%
  - wiek 17–66: 65,3%
  - wiek 67+: 14,8%
- zagęszczenie ludności: 172,9 osób/km²
- bezrobocie: 7,0% osób w wieku 17–66 lat
- cudzoziemcy z UE, Skandynawii i USA: 248 na 10 000 osób
- cudzoziemcy z krajów Trzeciego Świata: 292 na 10 000 osób
- liczba szkół podstawowych: 6 (liczba klas: 115)